# Lista de ministros de Estado de Portugal

Bandeira de ministro do Governo de Portugal.

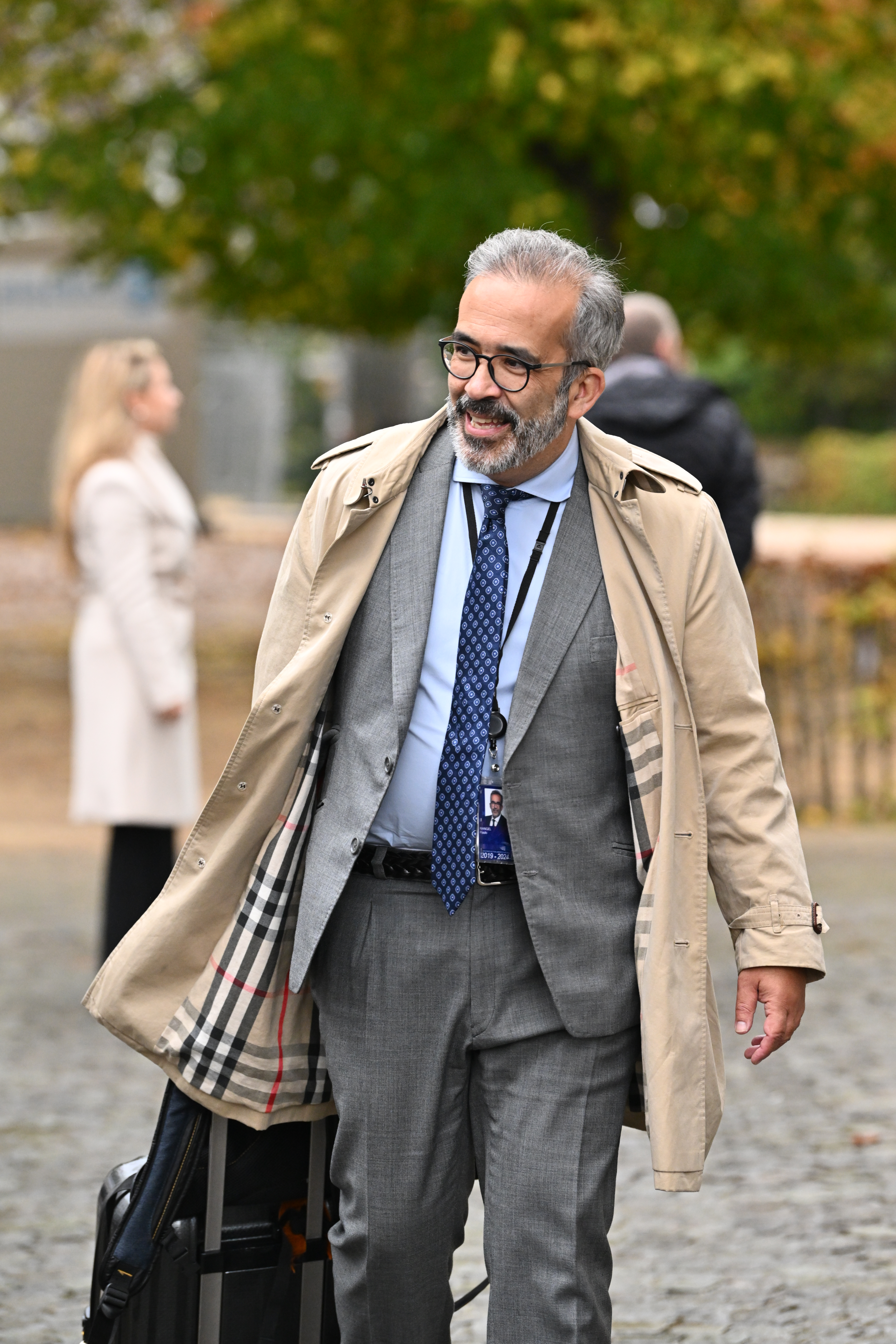
Paulo Rangel, atual ministro de Estado e dos Negócios Estrangeiros.

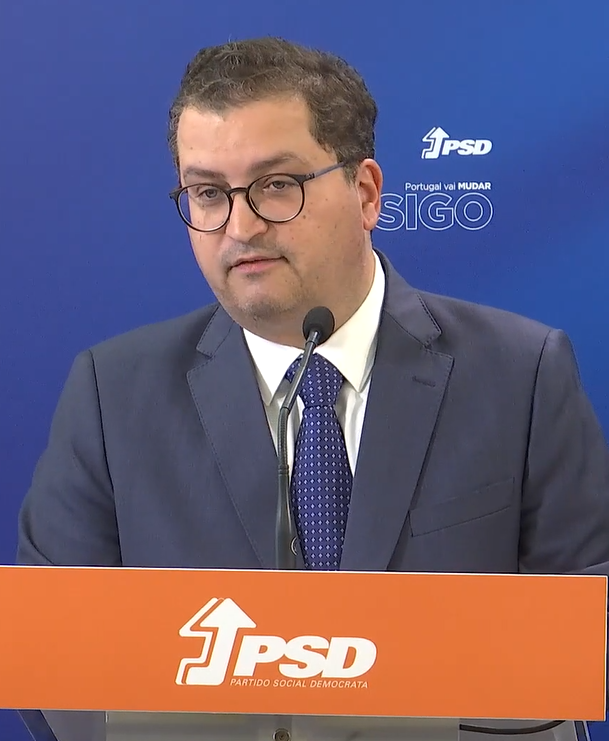
Joaquim Miranda Sarmento, atual ministro de Estado e das Finanças.

Ministro de Estado, em Portugal, é o título tradicionalmente atribuído aos ministros que ocupam uma posição preeminente em relação aos restantes do Governo, normalmente com funções específicas delegadas pelo chefe de governo. Além das funções específicas que lhes podem competir como ministros de Estado, os mesmos podem também ser titulares da pasta de um ou mais ministérios.
Normalmente, as competências de um ministro de Estado são praticamente idênticas às de um vice-primeiro-ministro. Assim, pode competir-lhe substituir o primeiro-ministro nas suas ausências ou impedimentos e coordenar a ação de vários ministros. Desde 1990 até 2013 não foram nomeados vice-primeiros-ministros, tendo essas competências sido atribuídas, na maior parte das vezes, a ministros de Estado. Em 2013 voltou a ser nomeado um vice-primeiro-ministro, na sequência de uma remodelação do XIX Governo Constitucional, tendo a posição sido novamente extinta em 2015.
No XXV Governo, presidido por Luís Montenegro e atualmente em funções, existem dois ministros de Estado que são também titulares pelas pastas dos Negócios Estrangeiros e das Finanças.

## Designação
Entre 1961 e a atualidade, o cargo de ministro de Estado teve as seguintes designações:
- Ministro de Estado adjunto do presidente do Conselho — designação usada entre 21 de junho de 1961 e 15 de janeiro de 1970;
- Cargo inexistente — entre 15 de janeiro de 1970 e 30 de outubro de 1971;
- Ministro de Estado adjunto do presidente do Conselho — designação usada entre 30 de outubro de 1971 e 25 de abril de 1974;
- Cargo inexistente — entre 25 de abril de 1974 e 23 de julho de 1976;
- Ministro de Estado — designação usada entre 23 de julho de 1976 e 30 de janeiro de 1978;
- Cargo inexistente — entre 30 de janeiro de 1978 e 9 de janeiro de 1981;
- Ministro de Estado adjunto do primeiro-ministro — designação usada entre 9 de janeiro de 1981 e 4 de setembro de 1981;
- Dois ministros de Estado com designações diferentes:
  - Ministro de Estado e da Qualidade de Vida — designação usada entre 4 de setembro de 1981 e 9 de junho de 1983;
  - Ministro de Estado e das Finanças e do Plano — designação usada entre 4 de setembro de 1981 e 9 de junho de 1983;
- Ministro de Estado — designação usada entre 9 de junho de 1983 e 17 de agosto de 1987;
- Cargo inexistente — entre 17 de agosto de 1987 e 25 de outubro de 1999;
- Ministro de Estado — designação usada entre 25 de outubro de 1999 e 6 de abril de 2002;
- Dois ministros de Estado com designações diferentes:
  - Ministro de Estado e das Finanças — designação usada entre 6 de abril de 2002 e 17 de julho de 2004;
  - Ministro de Estado e da Defesa Nacional — designação usada entre 6 de abril de 2002 e 17 de julho de 2004;
- Três ministros de Estado com designações diferentes:
  - Ministro de Estado, das Atividades Económicas e do Trabalho — designação usada entre 17 de julho de 2004 e 12 de março de 2005;
  - Ministro de Estado, da Defesa Nacional e dos Assuntos do Mar — designação usada entre 17 de julho de 2004 e 12 de março de 2005;
  - Ministro de Estado e da Presidência — designação usada entre 17 de julho de 2004 e 12 de março de 2005;
- Três e depois (17 de maio de 2007) dois ministros de Estado com designações diferentes:
  - Ministro de Estado e da Administração Interna — designação usada entre 12 de março de 2005 e 17 de maio de 2007;
  - Ministro de Estado e dos Negócios Estrangeiros — designação usada entre 12 de março de 2005 e 26 de novembro de 2015;
  - Ministro de Estado e das Finanças — designação usada entre 12 de março de 2005 e 26 de novembro de 2015;
- Cargo inexistente — entre 26 de novembro de 2015 e 26 de outubro de 2019;
- Quatro ministros de Estado com designações diferentes:
  - Ministro de Estado, da Economia e da Transição Digital — designação usada entre 26 de outubro de 2019 e 30 de março de 2022;
  - Ministro de Estado e dos Negócios Estrangeiros — designação usada entre 26 de outubro de 2019 e 30 de março de 2022;
  - Ministro de Estado e da Presidência — designação usada entre 26 de outubro de 2019 e 30 de março de 2022;
  - Ministro de Estado e das Finanças — designação usada entre 26 de outubro de 2019 e 30 de março de 2022;
- Cargo inexistente — entre 30 de março de 2022 e 2 de abril de 2024;
- Dois ministros de Estado com designações diferentes:
  - Ministro de Estado e dos Negócios Estrangeiros — designação usada desde 2 de abril de 2024;
  - Ministro de Estado e das Finanças — designação usada desde 2 de abril de 2024.

## Numeração
São contabilizados os períodos em que o ministro esteve no cargo ininterruptamente, não contando se este serve mais do que um mandato consecutivo. Ministros que sirvam em períodos distintos são, obviamente, distinguidos numericamente. Em caso de ministros de Estado que sirvam em conjunto com outros ministros de Estado, são contabilizados com a mesma numeração, seguindo esta no próximo ministro de Estado contabilizando o número de co-ministros anteriores.

## Lista
Esta é a Lista de Ministros de Estado em Portugal, entre a primeira utilização da nomenclatura com a criação do cargo de ministro de Estado adjunto do presidente do Conselho a 22 de junho de 1961 e a atualidade.
A lista cobre o período ditatorial do Estado Novo (1933–1974) e o atual período democrático (1974–atualidade).
Legenda de cores
(para partidos políticos)
| Segunda República (1926–1974)            |                                                                                 |                  |                        |                        |                |                     |
| #                                        | Ministro de Estado adjunto do presidente do Conselho (Nascimento–Morte)         | Retrato          | Início do mandato      | Fim do mandato         | Governo        | Governo             |
| Estado Novo (1933–1974)                  |                                                                                 |                  |                        |                        |                |                     |
| 1                                        | José Gonçalo da Cunha Sottomayor Correia de Oliveira (1921–1976)                |                  | 22 de junho de 1961    | 19 de março de 1965    |                | II Oliveira Salazar |
| 2                                        | António Jorge Martins da Mota Veiga (1915–2005)                                 |                  | 19 de março de 1965    | 27 de setembro de 1968 |                | II Oliveira Salazar |
| 3                                        | Alfredo de Queirós Ribeiro Vaz Pinto (1905–1976)                                |                  | 27 de setembro de 1968 | 15 de janeiro de 1970  |                | III Caetano         |
| –                                        | Cargo abolido                                                                   |                  | 15 de janeiro de 1970  | 30 de outubro de 1971  |                | III Caetano         |
| 4                                        | João Mota Pereira de Campos (1927–2021)                                         |                  | 30 de outubro de 1971  | 15 de março de 1974    |                | III Caetano         |
| 5                                        | Mário Ângelo Morais de Oliveira (1912–1979)                                     |                  | 15 de março de 1974    | 25 de abril de 1974    |                | III Caetano         |
| Terceira República (1974–presente)       |                                                                                 |                  |                        |                        |                |                     |
| #                                        | Ministro de Estado (Nascimento–Morte)                                           | Retrato          | Início do mandato      | Fim do mandato         | Governo        | Governo             |
| Junta de Salvação Nacional (1974)        |                                                                                 |                  |                        |                        |                |                     |
| –                                        | Cargo inexistente                                                               |                  | 25 de abril de 1974    | 16 de maio de 1974     | ——             | ——                  |
| Governos Provisórios (1974–1976)         |                                                                                 |                  |                        |                        |                |                     |
| –                                        | Cargo inexistente                                                               |                  | 16 de maio de 1974     | 23 de julho de 1976    | ——             | ——                  |
| Governos Constitucionais (1976-Presente) |                                                                                 |                  |                        |                        |                |                     |
| 6                                        | Henrique Teixeira Queirós de Barros (1904–2000)                                 |                  | 23 de julho de 1976    | 23 de janeiro de 1978  |                | I Soares            |
| –                                        | Cargo inexistente                                                               |                  | 23 de janeiro de 1978  | 9 de janeiro de 1981   | ——             | ——                  |
| #                                        | Ministro de Estado adjunto do primeiro-ministro (Nascimento–Morte)              | Retrato          | Início do mandato      | Fim do mandato         | Governo        | Governo             |
| 7                                        | Basílio Adolfo Mendonça Horta da França (1943–)                                 |                  | 9 de janeiro de 1981   | 4 de setembro de 1981  |                | VII Pinto Balsemão  |
| #                                        | Ministro de Estado e da Qualidade de Vida (Nascimento–Morte)                    | Retrato          | Início do mandato      | Fim do mandato         | Governo        | Governo             |
| 8                                        | Gonçalo Pereira Ribeiro Telles (1922–2020)                                      |                  | 4 de setembro de 1981  | 9 de junho de 1983     |                | VIII Pinto Balsemão |
| 8                                        | Ministro de Estado e das Finanças e do Plano (Nascimento–Morte)                 | Retrato          | 4 de setembro de 1981  | 9 de junho de 1983     |                | VIII Pinto Balsemão |
| 8                                        | João Maurício Fernandes Salgueiro (1934–2023)                                   |                  | 4 de setembro de 1981  | 9 de junho de 1983     |                | VIII Pinto Balsemão |
| #                                        | Ministro de Estado (Nascimento–Morte)                                           | Retrato          | Início do mandato      | Fim do mandato         | Governo        | Governo             |
| 10                                       | António de Almeida Santos (1926–2016)                                           |                  | 9 de junho de 1983     | 6 de novembro de 1985  |                | IX Soares           |
| 11                                       | Eurico da Silva Teixeira de Melo (1925–2012)                                    |                  | 6 de novembro de 1985  | 17 de agosto de 1987   |                | X Cavaco Silva      |
| –                                        | Cargo inexistente                                                               |                  | 17 de agosto de 1987   | 25 de outubro de 1999  | ——             | ——                  |
| 12                                       | Jaime José Matos da Gama (1947–)                                                |                  | 25 de outubro de 1999  | 6 de abril de 2002     |                | XIV Guterres        |
| 13                                       | Jorge Paulo Sacadura Almeida Coelho (1954–2021)                                 |                  | 14 de abril de 2000    | 10 de março de 2001    |                | XIV Guterres        |
| #                                        | Ministro de Estado e das Finanças (Nascimento–Morte)                            | Retrato          | Início do mandato      | Fim do mandato         | Governo        |                     |
| 14                                       | Maria Manuela Dias Ferreira Leite (1940–)                                       |                  | 6 de abril de 2002     | 17 de julho de 2004    |                | XV Durão Barroso    |
| 14                                       | Ministro de Estado e da Defesa Nacional (Nascimento–Morte)                      | Retrato          | 6 de abril de 2002     | 17 de julho de 2004    |                | XV Durão Barroso    |
| 14                                       | Paulo Sacadura Cabral Portas (1962–)                                            |                  | 6 de abril de 2002     | 17 de julho de 2004    |                | XV Durão Barroso    |
| #                                        | Ministro de Estado, das Atividades Económicas e do Trabalho (Nascimento–Morte)  | Retrato          | Início do mandato      | Fim do mandato         | Governo        | Governo             |
| 16                                       | Álvaro Roque de Pinho de Bissaia Barreto (1936–2020)                            |                  | 17 de julho de 2004    | 12 de março de 2005    |                | XVI Santana Lopes   |
| 16                                       | Ministro de Estado e da Presidência (Nascimento–Morte)                          | Retrato          | 17 de julho de 2004    | 12 de março de 2005    |                | XVI Santana Lopes   |
| 16                                       | Nuno Albuquerque de Morais Sarmento (1961–)                                     |                  | 17 de julho de 2004    | 12 de março de 2005    |                | XVI Santana Lopes   |
| #                                        | Ministro de Estado, da Defesa Nacional e dos Assuntos do Mar (Nascimento–Morte) | Retrato          | 17 de julho de 2004    | 12 de março de 2005    |                | XVI Santana Lopes   |
| –                                        | Paulo Sacadura Cabral Portas (continuação) (1962–)                              |                  | 17 de julho de 2004    | 12 de março de 2005    |                | XVI Santana Lopes   |
| #                                        | Ministro de Estado e da Administração Interna (Nascimento–Morte)                | Retrato          | Início do mandato      | Fim do mandato         | Governo        | Governo             |
| 18                                       | António Luís Santos da Costa (1961–)                                            |                  | 12 de março de 2005    | 17 de maio de 2007     |                | XVII Sócrates       |
| 18                                       | Ministro de Estado e das Finanças (Nascimento–Morte)                            | Retrato          | 12 de março de 2005    | Fim do mandato         |                | XVII Sócrates       |
| 18                                       | Luís Manuel Moreira de Campos e Cunha (1954–)                                   |                  | 12 de março de 2005    | 21 de julho de 2005    |                | XVII Sócrates       |
| 18                                       | Ministro de Estado e dos Negócios Estrangeiros (Nascimento–Morte)               | Retrato          | 12 de março de 2005    | Fim do mandato         |                | XVII Sócrates       |
| 18                                       | Diogo Pinto de Freitas do Amaral (1941–2019)                                    |                  | 12 de março de 2005    | 3 de julho de 2006     |                | XVII Sócrates       |
| #                                        | Ministro de Estado e das Finanças (Nascimento–Morte)                            | Retrato          | Início do mandato      | Fim do mandato         | Governo        | Governo             |
| 21                                       | Fernando Teixeira dos Santos (1951–)                                            |                  | 21 de julho de 2005    | 21 de junho de 2011    |                | XVII Sócrates       |
| 21                                       | Fernando Teixeira dos Santos (1951–)                                            | XVIII Sócrates   | 21 de julho de 2005    | 21 de junho de 2011    |                |                     |
| #                                        | Ministro de Estado e dos Negócios Estrangeiros (Nascimento–Morte)               | Retrato          | Início do mandato      | Fim do mandato         | Governo        | Governo             |
| 22                                       | Luís Filipe Marques Amado (1953–)                                               |                  | 3 de julho de 2006     | 21 de junho de 2011    |                | XVII Sócrates       |
| 22                                       | Luís Filipe Marques Amado (1953–)                                               | XVIII Sócrates   | 3 de julho de 2006     | 21 de junho de 2011    |                |                     |
| #                                        | Ministro de Estado e das Finanças (Nascimento–Morte)                            | Retrato          | Início do mandato      | Fim do mandato         | Governo        | Governo             |
| 23                                       | Vítor Louçã Rabaça Gaspar (1960–)                                               |                  | 21 de junho de 2011    | 2 de julho de 2013     |                | XIX Passos Coelho   |
| 23                                       | Ministro de Estado e dos Negócios Estrangeiros (Nascimento–Morte)               | Retrato          | 21 de junho de 2011    | Fim do mandato         |                | XIX Passos Coelho   |
| 23                                       | Paulo Sacadura Cabral Portas (2.ª vez) (1962–)                                  |                  | 21 de junho de 2011    | 24 de julho de 2013    |                | XIX Passos Coelho   |
| #                                        | Ministro de Estado e das Finanças (Nascimento–Morte)                            | Retrato          | Início do mandato      | Fim do mandato         | Governo        | Governo             |
| 25                                       | Maria Luís Casanova Morgado Dias de Albuquerque (1967–)                         |                  | 2 de julho de 2013     | 26 de novembro de 2015 |                | XIX Passos Coelho   |
| 25                                       | Maria Luís Casanova Morgado Dias de Albuquerque (1967–)                         | XX Passos Coelho | 2 de julho de 2013     | 26 de novembro de 2015 |                |                     |
| #                                        | Ministro de Estado e dos Negócios Estrangeiros (Nascimento–Morte)               | Retrato          | Início do mandato      | 26 de novembro de 2015 | Governo        | Governo             |
| 26                                       | Rui Manuel Parente Chancerelle de Machete (1940–)                               |                  | 24 de julho de 2013    | 26 de novembro de 2015 |                | XIX Passos Coelho   |
| 26                                       | Rui Manuel Parente Chancerelle de Machete (1940–)                               | XX Passos Coelho | 24 de julho de 2013    | 26 de novembro de 2015 |                |                     |
| –                                        | Cargo inexistente                                                               |                  | 26 de novembro de 2015 | 26 de outubro de 2019  | ——             | ——                  |
| #                                        | Ministro de Estado, da Economia e da Transição Digital (Nascimento–Morte)       | Retrato          | Início do mandato      | Fim do mandato         | Governo        | Governo             |
| 27                                       | Pedro Gramaxo de Carvalho Siza Vieira (1964–)                                   |                  | 26 de outubro de 2019  | 30 de março de 2022    |                | XXII Costa          |
| 27                                       | Ministro de Estado e dos Negócios Estrangeiros (Nascimento–Morte)               | Retrato          | 26 de outubro de 2019  | Fim do mandato         |                | XXII Costa          |
| 27                                       | Augusto Ernesto dos Santos Silva (1956–)                                        |                  | 26 de outubro de 2019  | 28 de março de 2022    |                | XXII Costa          |
| 27                                       | Ministro de Estado e da Presidência (Nascimento–Morte)                          | Retrato          | 26 de outubro de 2019  | Fim do mandato         |                | XXII Costa          |
| 27                                       | Mariana Guimarães Vieira da Silva (1978–)                                       |                  | 26 de outubro de 2019  | 30 de março de 2022    |                | XXII Costa          |
| 27                                       | Ministro de Estado e das Finanças (Nascimento–Morte)                            | Retrato          | 26 de outubro de 2019  | Fim do mandato         |                | XXII Costa          |
| 27                                       | Mário José Gomes de Freitas Centeno (1966–)                                     |                  | 26 de outubro de 2019  | 15 de junho de 2020    |                | XXII Costa          |
| 31                                       | João Rodrigo Reis Carvalho Leão (1974–)                                         |                  | 15 de junho de 2020    | 30 de março de 2022    |                | XXII Costa          |
| #                                        | Ministro de Estado e dos Negócios Estrangeiros (Nascimento–Morte)               | Retrato          | Início do mandato      | Fim do mandato         |                | XXII Costa          |
| 32                                       | António Luís Santos da Costa (1961–)                                            |                  | 28 de março de 2022    | 30 de março de 2022    |                | XXII Costa          |
| –                                        | Cargo inexistente                                                               |                  | 30 de março de 2022    | 2 de abril de 2024     | ——             | ——                  |
| #                                        | Ministro de Estado e dos Negócios Estrangeiros (Nascimento–Morte)               | Retrato          | Início do mandato      | Fim do mandato         | Governo        | Governo             |
| 33                                       | Paulo Artur dos Santos de Castro de Campos Rangel (1968–)                       |                  | 2 de abril de 2024     | presente               |                | XXIV Montenegro     |
| 33                                       | Ministro de Estado e das Finanças (Nascimento–Morte)                            | Retrato          | 2 de abril de 2024     | presente               |                | XXIV Montenegro     |
| 33                                       | Joaquim José Miranda Sarmento (1978–)                                           |                  | 2 de abril de 2024     | presente               | XXV Montenegro |                     |

### Lista de ministros de Estado vivos
| Nome                         | Mandato(s)           | Idade              |
| ---------------------------- | -------------------- | ------------------ |
| Basílio Horta                | 1981                 | 81 anos e 228 dias |
| Jaime Gama                   | 1999–2002            | 78 anos e 24 dias  |
| Manuela Ferreira Leite       | 2002–2004            | 84 anos e 211 dias |
| Paulo Portas                 | 2002–2005; 2011–2013 | 62 anos e 293 dias |
| Nuno Morais Sarmento         | 2004–2005            | 64 anos e 152 dias |
| António Costa                | 2005–2007            | 63 anos e 350 dias |
| Luís Campos e Cunha          | 2005                 | 71 anos e 146 dias |
| Fernando Teixeira dos Santos | 2005–2011            | 73 anos e 292 dias |
| Luís Amado                   | 2006–2011            | 71 anos e 288 dias |
| Vítor Gaspar                 | 2011–2013            | 64 anos e 235 dias |
| Maria Luís Albuquerque       | 2013–2015            | 57 anos e 289 dias |
| Rui Machete                  | 2013–2015            | 85 anos e 86 dias  |
| Pedro Siza Vieira            | 2019–2022            | 60 anos e 353 dias |
| Augusto Santos Silva         | 2019–2022            | 68 anos e 316 dias |
| Mariana Vieira da Silva      | 2019–2022            | 41 anos            |
| Mário Centeno                | 2019–2020            | 58 anos e 205 dias |
| João Leão                    | 2020–2022            | 51 anos e 137 dias |
| António Costa                | 2022                 | 63 anos e 350 dias |
| Paulo Rangel                 | 2024–                | 57 anos e 134 dias |
| Joaquim Miranda Sarmento     | 2024–                | 46 anos e 329 dias |